# Microrregión de Lavras da Mangabeira
La microrregión de Lavras da Mangabeira es una de las  microrregiones del estado brasileño del Ceará perteneciente a la mesorregión  Centro-Sur Cearense. Su población fue estimada en 2005 por el IBGE en 56.313 habitantes y está dividida en cuatro municipios. Posee un área total de 1.632,012 km².

## Municipios
- Baixio
- Ipaumirim
- Lavras da Mangabeira
- Umari

- Datos: Q2259444